# Phlyctenosis bryanti
Phlyctenosis bryanti är en skalbaggsart som först beskrevs av Gilmour 1956.  Phlyctenosis bryanti ingår i släktet Phlyctenosis och familjen långhorningar.
Artens utbredningsområde är Uganda. Inga underarter finns listade i Catalogue of Life.